# Els Segadors
Els Segadors (originalmente, Los Segadors; en español, Los Segadores) es el himno oficial de Cataluña. La letra actual es de Emili Guanyavents y data de 1899, aunque se basa en un romance popular del siglo XVII que había sido recogido unos años antes por el filólogo Manuel Milá y Fontanals en su Romancerillo catalán (1882). Estos dos textos del himno —el actual y el histórico— han sido los más difundidos. Sin embargo, el texto actual de Emili Guanyavents es el más político y reivindicativo, y fue ganador de un concurso convocado con esta finalidad por la Unión Catalanista en 1899 y que provocó una apasionada polémica pública y periodística. La música es de Francesc Alió, que la compuso en 1892 adaptando la melodía de una canción ya existente. Se puede ver detrás del himno una antigua canción nacida de la sublevación de Cataluña de 1640 o guerra de los catalanes contra el rey Felipe IV —también conocida como Guerra dels Segadors—, en la cual los campesinos protagonizaron episodios relevantes. De esta guerra se ha conservado la música de lo que después, a partir de finales del siglo XIX, se ha convertido en el símbolo de la identidad catalana. 
Por la ley del Parlamento de Cataluña de 25 de febrero de 1993, Els Segadors fue declarado himno nacional de Cataluña. Asimismo, el artículo 8.1 del Estatuto de Autonomía declara: «Cataluña, definida como nacionalidad en el artículo 1, tiene como símbolos nacionales la bandera, la fiesta y el himno». El artículo 8.4 establece: «El himno de Cataluña es Els segadors». La sentencia del Tribunal Constitucional de 2010 admite solo, como jurídicamente válido y plenamente constitucional, que el calificativo de nacional es derivado de nacionalidad —término reconocido en el artículo 2 de la Constitución— y no de nación, que corresponde única y exclusivamente a la Nación española, diciendo textualmente: 

La referencia del art. 8 EAC [Estatuto de Autonomía de Cataluña] a los símbolos nacionales de Cataluña podría inducir a esa indebida confusión si pretendieran extraerse de la mención del preámbulo a determinada declaración del Parlamento de Cataluña sobre la nación catalana unas consecuencias jurídico constitucionales contradictorias con el sentido preciso del art. 2 CE en punto a la sola y exclusiva relevancia constitucional de la Nación española. Sin embargo, cabe interpretar, de acuerdo con la Constitución, que con la calificación como «nacionales» de los símbolos de Cataluña se predica únicamente su condición de símbolos de una nacionalidad constituida como Comunidad Autónoma en ejercicio del derecho que reconoce y garantiza el art. 2 CE, pues así expresamente se proclama en el art. 1 EAC y se reitera en el art. 8 EAC. Se trata, en suma, de los símbolos propios de una nacionalidad, sin pretensión, por ello, de competencia o contradicción con los símbolos de la Nación española.

El registro sonoro oficial fue realizado y divulgado en 1994.

## Contexto histórico

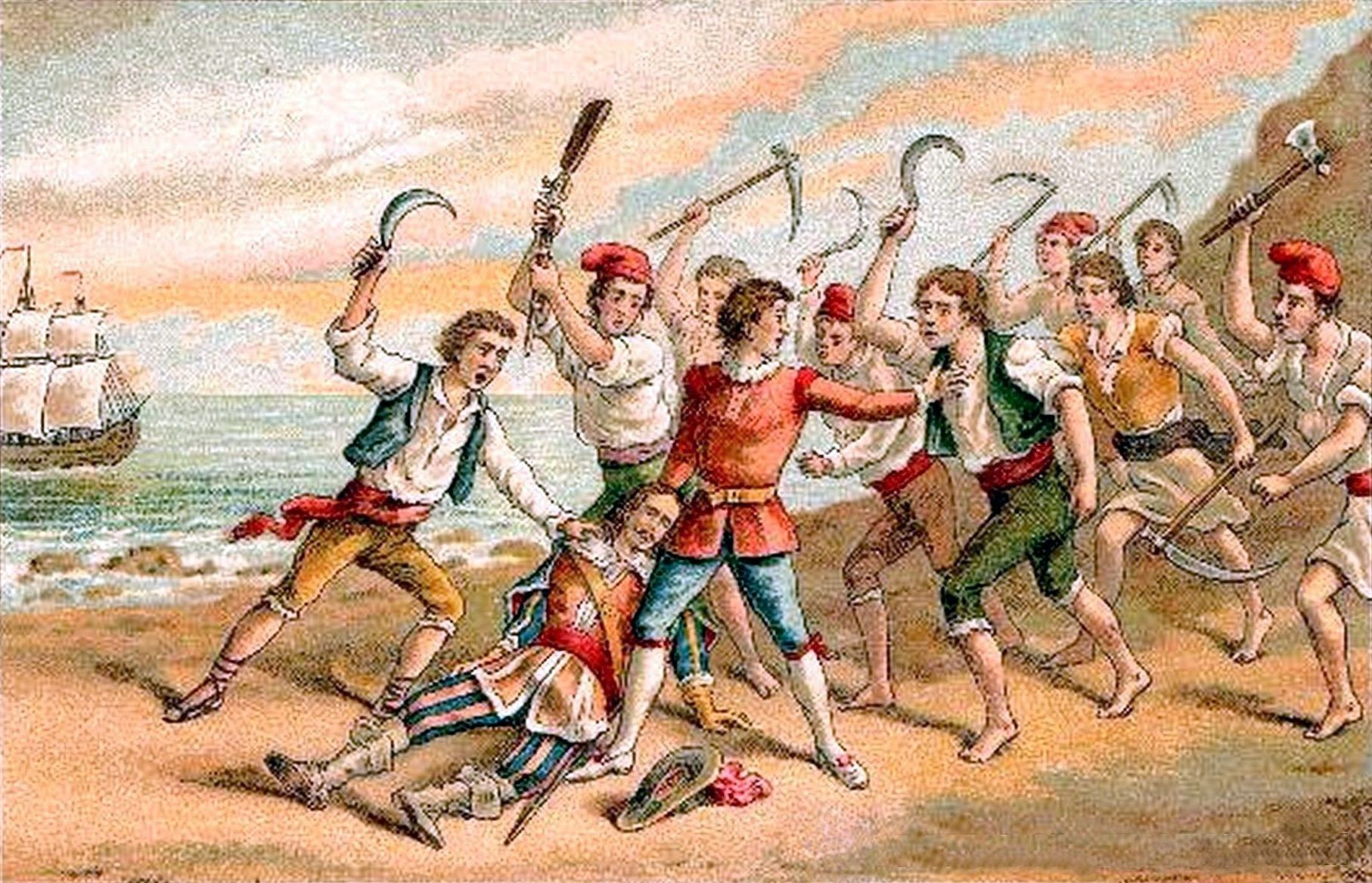
El Corpus de Sang, de H. Miralles (1910).

El himno tiene las características de un llamamiento en defensa de la libertad de la tierra. Recoge los hechos acaecidos durante el llamado Corpus de sangre, una revuelta protagonizada por alrededor de un millar de segadores el 7 de junio de 1640, día de Corpus Christi. 
Estallada la Guerra de los Treinta Años (1618-1648), el rey Felipe IV se vio obligado a participar como consecuencia de su parentesco con el emperador romano-germánico, su tío Fernando II. Debido a ello, la autoridad y la reputación de la monarquía española se deterioró y, en 1624, el Conde-Duque de Olivares presentó al rey su Gran Memorial: una serie de reformas encaminadas a reforzar el poder real y la unidad de los territorios que dominaba, con vistas a un mejor aprovechamiento de los recursos al servicio de la política exterior. Unas reformas que, en Cataluña, tuvieron el efecto contrario. Por si fuera poco, nueve años más tarde, España entró en guerra con Francia y el sentimiento de agravio entre los catalanes aumentó cuando el Conde-Duque de Olivares declaró que los catalanes ponían poco empeño en la defensa de su propio territorio. 
En mayo de 1640 se produjo un alzamiento generalizado de toda la población del principado de Cataluña contra la movilización, y permanencia sobre él, de los tercios del ejército real y contra la pretensión de que fueran alojados dentro de las poblaciones. A modo de ejemplo, los habitantes de San Feliu de Pallarols o Santa Coloma de Farnés se negaron a abrir las puertas de sus casas para albergar a nadie. El 3 de mayo, tuvo lugar la represalia en Riudarenas y once días más tarde, otra en Santa Coloma de Farnés. Ambas desencadenarían un rápido levantamiento armado de ciudadanos y campesinos que, de las comarcas gerundenses, se extendió hacia el Vallés y hacia Osona y el Ripollés. 
En esta tensa situación, el 7 de junio de 1640, día del Corpus Christi, un pequeño incidente en la calle Ancha de Barcelona entre un grupo de segadores, trabajadores temporeros y algunos barceloneses, en el cual un segador quedó malherido, precipitó la revuelta conocida como el Corpus de Sangre. Los alzados se apoderaron de la ciudad durante tres días. Los segadores no solo se movían por su furia contra las exigencias del gobierno real sino también contra el régimen señorial catalán, ya que, desde el primer momento, los rebeldes habían atacado a los ciudadanos ricos y a sus propiedades. Esta fue, por tanto, también una guerra civil entre catalanes. El balance de víctimas fue en total de entre 12 y 20 muertos, en su mayor parte funcionarios reales, entre ellos el virrey, Dalmau de Queralt, conde de Santa Coloma. Este levantamiento marcó el inicio de la sublevación de Cataluña de 1640 o Guerra de los Segadores (1640-1652).
Francisco Manuel de Melo, integrante portugués del ejército real y testigo presencial de algunos de los hechos que narra en su Guerra de Cataluña, aunque no del Corpus de Sangre, describió la extrema crudeza de la violencia que se llegó a vivir durante la guerra:

Muchos, después de muertos, fueron arrastrados, sus cuerpos divididos, sirviendo de juego y, risa aquel humano horror, que la naturaleza religiosamente dejó por freno de nuestras demasías; la crueldad era deleite; la muerte, entretenimiento, a uno arrancaban la cabeza (ya cadáver), le sacaban los ojos, cortábanle la lengua y las narices; luego, arrojándola de unas en otras manos, dejando en todas sangre y en ninguna lástima, les servía como de fácil pelota; tal hubo que, topando el cuerpo casi despedazado, le cortó aquellas partes cuyo nombre ignora la modestia y, acomodándolas en el sombrero, hizo que le sirviesen de torpísimo y escandaloso adorno.
Francisco Manuel de Melo, Historia de los movimientos, separación y guerra de Cataluña (1645), Madrid, Castalia, 1996, pág. 125. ISBN 978-84-7039-747-9

La antigua canción popular fue adaptada entre 1892 (música) y 1899 (letra). El mismo 1892 fue adoptada por el Orfeón Catalán para su repertorio, aunque entonces aún no tenía ninguna connotación reivindicativa ni patriótica. Sin embargo, al poco tiempo fue adoptada como himno nacional por el incipiente nacionalismo catalán de finales del siglo XIX, que buscaba entonces unos símbolos para su proyecto de nación. Poco a poco se fue politizando, y ya a finales de siglo mucha gente la escuchaba de pie y con la cabeza descubierta. Pese a todo, su aceptación inicial fue escasa y contestada por diversos sectores de la sociedad, especialmente la clase obrera; prueba de ello es que no fue incorporada a los coros de Clavé. Incluso un catalanista como Valentí Almirall tildó el himno en 1902 de «canto de odio y fanatismo».
Durante buena parte del siglo XX Els Segadors no fue aceptado plenamente como himno por el catalanismo, y se buscaron otras alternativas, como el Cant del poble, con música de Amadeo Vives y letra de Josep Maria de Sagarra; el Cant de la senyera, de Lluís Millet y Joan Maragall; o la sardana La Santa Espina, de Ángel Guimerá y Enric Morera. Durante la transición volvió a ser un himno fuertemente reivindicativo, siendo clamoroso su canto en la popular manifestación del 11 de septiembre de 1976 (diada de Cataluña). Con el restablecimiento de la Generalidad de Cataluña Els Segadors se convirtió en el himno de facto de la nueva autonomía, hecho que sería oficializado en 1993. El Estatuto de Autonomía de 2006 lo definió además como «símbolo nacional».

## Melodía
La música original procede probablemente de una canción de tono erótico de la época, adaptada en 1892 por Francesc Alió para armonizar musicalmente una antigua canción popular catalana, probablemente del siglo XVII, que narraba el Corpus de Sangre de 1640. Esta canción popular había sido publicada por Manuel Milá y Fontanals en su obra Romancerillo catalán (1882), gracias a Jacinto Verdaguer, quien la había oído en la zona de Vich o de las Guillerías. Con la ayuda de Ernest Moliné i Brasés, Alió cambió la melodía y parte de la letra, sustituyendo el antiguo estribillo segueu arran, que la palla va cara («segad al ras, que la paja está cara») por bon cop de falç, defensors de la terra («buen golpe de hoz, defensores de la tierra»).
En 2013 se señaló que la melodía del himno podría haber sido inspirada por un himno religioso judío llamado Ein K'Eloheinu ("No hay nadie como nuestro Dios") que data del siglo XV.

## Letra
La letra del himno fue reelaborada por Emili Guanyavents en 1899, debido a la excesiva longitud de la canción original, que además estaba plagada de referencias religiosas, quedando reducida a tres estrofas más el estribillo.
El actual texto del himno de Cataluña es el siguiente:
| Els Segadors (catalán) | Los Segadores (español) |
| --- | --- |
| Catalunya, triomfant, tornarà a ser rica i plena! Endarrere aquesta gent tan ufana i tan superba! Tornada: Bon cop de falç! Bon cop de falç, defensors de la terra! Bon cop de falç! | Cataluña, triunfante, ¡volverá a ser rica y plena! ¡Atrás esta gente tan ufana y tan soberbia! Estribillo: ¡Buen golpe de hoz! ¡Buen golpe de hoz, defensores de la tierra! ¡Buen golpe de hoz! |
| Ara és hora, segadors! Ara és hora d'estar alerta! Per quan vingui un altre juny esmolem ben bé les eines! Tornada                                                                   | ¡Ahora es hora, segadores! ¡Ahora es hora de estar alerta! Para cuando venga otro junio ¡afilemos bien las herramientas! Estribillo                                                             |
| Que tremoli l'enemic en veient la nostra ensenya: com fem caure espigues d'or, quan convé seguem cadenes! Tornada                                                                    | Que tiemble el enemigo al ver nuestra enseña: como hacemos caer espigas de oro, cuando conviene segamos cadenas. Estribillo                                                                     |

### Versión antigua
La versión original es una antigua canción popular del siglo XVIII, que explica los hechos producidos en la ya comentada revuelta de los segadores o "Corpus de sangre". Esta fue documentada por Manuel Milá y Fontanals.

La versión antigua es la siguiente:
| Catalán | Español |
| --- | --- |
| Ay ditxosa Catalunya / qui t’ha vist tan rica y plena! Ara’l Rey nostre senyó / declarada’ns té la guerra. | Ay, dichosa Cataluña / quién te ha visto rica y llena. Ahora el rey nuestro señor / declarada nos tiene la guerra. |
| Lo gran comte d’Olivar / sempre li burxa l’aurella: “Ara es hora, nostre rey / ara es hora que fem guerra”. | El gran Conde de Olivares / siempre le hurga la oreja: "Ahora es la hora, rey nuestro / ahora es hora que hagamos guerra". |
| Contra de los catalans / ja ho veyéu quina n’han feta: Seguiren vilas y llochs / fins al lloch de Riu d’Arenas, N’han cremada una Iglesia / que Santa Coloma’s deya, Creman albas y casullas / los cálzers y las patenas. Y’l Santíssim Sagrament / alabat sigui per sempre. Mataren un sacerdot / mentres que la missa deya. | Contra de los catalanes / ya véis la que han hecho: Siguieron villas y lugares / hasta el lugar del Riu d'Arenas, han quemado una iglesia / que Santa Coloma se llamaba, queman albas y casullas / los cálices y las patenas. Y el Santísimo Sacramento / alabado sea por siempre. Mataron a un sacerdote / mientras decía la misa. |
| Mataren un caballé / á la porta de l’Iglesia, Don Lluis de Furriá / y’ls ángels li fan gran festa. | Mataron a un caballero / a la puerta de la iglesia, Don Luis de Furrià / y los ángeles le hacen gran fiesta. |
| El pa que no era blanc / deyan qu’era massa negre, Lo davan a-n-els cavalls / sols per assolá la terra. Lo vi que no era bo / etjegavan las aixetas, Lo tiraven pels carrés / sols pera regá la terra. | El pan que no era blanco / decían que era demasiado negro, se lo daban a los caballos / solo por asolar la tierra. El vino que no era bueno / abrían los grifos [o espitas], lo tiraban por las calles / solo por regar la tierra.                                                                                                  |
| A presencia dels seus pares / deshoravan las donzellas. | En presencia de sus padres / deshonraban a las doncellas. |
| En daven part al Virrey / del mal que aquells soldats feyan: “Llicencia’ls he donat yo, / molta mes se’n poden prendre”. | De ello daban parte al Virrey, / del mal que esos soldados hacían: "Licencia les he dado yo / mucha más se pueden tomar". |
| A vista de tot aixó / s’es esbalotat la terra. Entraren á Barcelona / mil personas forasteras, Entren com á segadors / com eram á temps de sega. De tres guardias que n’hi ha / ja n’han morta la primera. En mataren al Virrey / al entrant de la galera. Mataren als diputats / y als jutges de l’Audiencia.                | A la vista de todo esto / se ha alborotado la tierra. Entraron en Barcelona / mil personas forasteras, entran como segadores / ya que estaban en tiempos de siega. De tres guardias que hay / ya han matado a la primera. Mataron al Virrey / a la entrada de la galera. Mataron a los diputados / y a los jueces de la Audiencia.  |
| Anaren á la presó / donan llibertat als presos. Lo bisbe’ls va benehí / ab la ma dreta y esquerra: “¿Hont es vostre capitá, / ahont es la vostra bandera?” Varen treure’l bon Jesús / tot cubert ab un vel negre: | Fueron a la prisión / dan libertad a los presos. El obispo los bendijo / con la mano derecha e izquierda: "¿dónde está vuestro capitán? / ¿dónde está vuestra bandera?" Sacaron al buen Jesús / todo cubierto con un velo negro: |
| Aquí es nostre capitá / aquí es nostra bandera. “A las armas catalans / que-os han declarat la guerra”. | "Aquí está nuestro capitán / aquí está nuestra bandera. A las armas catalanes / que os han declarado la guerra". |